# Götterwelt
Unter Götterwelt wird die Gesamtheit von Göttern einer polytheistischen Religion oder Mythologie verstanden. In den meisten Religionen, die an mehrere oder viele Götter glauben, „leben“ diese in einer eigenen, unsichtbaren Welt. In der Vorstellung vieler Mythologien ist die Götterwelt an einen oder mehrere den Göttern vorbehaltene Orte gebunden, beispielsweise residieren die wichtigsten griechischen Götter auf dem Olymp.
Die religionswissenschaftliche Bezeichnung Pantheon ist in ihrer Bedeutung nicht genau deckungsgleich, weil ein Pantheon meist mit der Vorstellung einer Rangordnung unter den Göttern verbunden ist. Die deutsche Bezeichnung „Götterwelt“ ist allgemeiner und meint die Gesamtheit der Götter eines Kulturraumes, die aber nicht notwendigerweise auch bereits in der Antike als organisierte Struktur gedacht wurde.
Unterschiedliche Götterwelten finden sich unter anderem in den folgenden Religionen und Mythologien:
- ägyptische Mythologie (Liste ägyptischer Götter)
- altarabische Religion (altarabische Gottheiten)
- angelsächsische Gottheiten (Britannien)
- aztekische Götterwelt (Mittelamerika)
- Babylonisches Pantheon (Mesopotamien)
- chinesische Götterwelt (Pantheon des Daoismus)
- elamische Religion (im Iran des Altertums)
- germanische Mythologie (germanische Gottheiten)
- griechische Mythologie (Antike)
- hethitisches Pantheon (Kleinasien)
- indische Mythologie (Hinduismus)
- Inka-Gottheiten (Südamerika)
- japanische Götter (Shintō)
- keltische Mythologie (Liste keltischer Götter und Sagengestalten)
- luwische Gottheiten (Kleinasien)
- Maya-Gottheiten (Mittelamerika)
- nordische Mythologie (Skandinavien)
- römische Mythologie (Römisches Reich)
- sumerisches Pantheon (Mesopotamien)
- ugaritische Religion (Mesopotamien)